# Camila Bordonaba
Camila Bordonaba Roldán (El Palomar, Buenos Aires, Argentína, 1984. szeptember 4. –) argentin színésznő, énekesnő és dalszövegíró. Bordonaba becenevevét Cato (macska) a családjától és a barátaitól kapta. Ismert az 1995-ös Chiquititas című sorozatban eljátszott szerepéről. Patot és Camila Bustillot játszotta. Majd később a Rebeldeway című sorozatban Marizza szerepét játszotta.
Bordonaba 2004-ben a Csacska angyal nevű szappanoperában Paloma és Julieta szerepét játszotta. Jelenleg is tagja az Erreway nevű bandának.

## Magánélet
Bordonaba rajongója a Guns N’ Roses nevű zenekarnak, kedvenc TV sorozata A Simpson család. Kedvenc színe a kék. Kedvenc énekese Charly García és Diego Torres. Kedvenc foci csapata pedig az Independiente.

## Filmográfia
| Év        | Cím                      | Szerep              | Műfaj               |
| --------- | ------------------------ | ------------------- | ------------------- |
| 1987–1992 | Canta Niños              | Sajátmagát          | Zenés sorozat       |
| 1996–1999 | Chiquititas              | Pato                | tv-sorozat          |
| 1999–2001 | Chiquititas              | Camila Bustillo     | tv-sorozat          |
| 2001      | Chiquititas, La Historia | Camila Bustillo     | tv-sorozat          |
| 2002–2003 | Rebelde Way              | Marizza Pía Spirito | tv-sorozat          |
| 2004      | Csacska angyal           | Paloma/Julieta      | tv-sorozat          |
| 2005      | El Patron de la Vereda   | Sisí                | tv-sorozat          |
| 2005      | ¿Quien es el Jefe?       | Jueza               | tv-sorozat (Vendég) |
| 2006      | Gladiadores del Pompeya  | Violeta             | tv-sorozat          |
| 2007–2008 | Son de Fierro            | Karina Andurregui   | tv-sorozat          |
| 2008      | Atracción x4             | Malena Lacalle      | tv-sorozat          |